# 2011 UN412
2011 UN412, também escrito como 2011 UN412, é um objeto transnetuniano que está localizado no Cinturão de Kuiper, uma região do Sistema Solar. Ele possui uma magnitude absoluta de 8,5 e tem um diâmetro estimado com cerca de 88 km.

## Descoberta
2011 UN412 foi descoberto no dia 24 de outubro de 2011 pelo astrônomo M. Alexandersen.

## Órbita
A órbita de 2011 UN412 tem uma excentricidade de 0,060 e possui um semieixo maior de 38,904 UA. O seu periélio leva o mesmo a uma distância de 36,571 UA em relação ao Sol e seu afélio a 41,237 UA.